# Хазан Віктор Борисович
Ві́ктор Бори́сович Хаза́н (* 18 березня 1947,  село Юр'ївка Царичанський район Дніпропетровська область) — український учений, політик, літератор. Кандидат технічних наук (1980), доктор філософії (1993), Дійсний член Міжнародної Академії наук екології і безпеки життєдіяльності (2009)

## Життєпис
Віктор Борисович Хазан народився 18 березня 1947 року. Батько Борис Мусійович (1917—1992) — учитель фізики та астрономії. Мати Клавдія Павлівна Фролова (1923—2010) — відомий український філолог, професор Дніпропетровського національного університету і Дніпропетровської консерваторії.
Закінчив фізичний факультет Дніпропетровського університету (навчався у 1965—1970 роках, за фахом — фізик-теоретик).
З березня 1998 року до квітня 2002 року — народний депутат України 3-го скликання, голова підкомітету Верховної Ради з питань екологічної політики, техноногенної безпеки та надзвичайних ситуацій (обраний за списком Партії Зелених України. З 1991 по 2008 р. завідувач відділом Інституту проблем природокористування і екології НАН України, з 2002 — президент Міжнародного центру екологічно сталого розвитку, техногенної безпеки і нових технологій «Екостар». Дійсний член Міжнародної академії наук екології і безпеки життєдіяльності.
Перший заступник голови Української екологічної асоціації «Зелений світ» (з 1994), засновник і голова Дніпропетровської обласної асоціації «Зелений світ»(з 1990 р.) член президії політичної ради партії Зелених України. Один з засновників громадського і політичного Зеленого руху в Україні (неформальної екологічної групи SOS (1975), «Зеленого світу»(1989), партії Зелених України (1990), голова міської(до 2001 р. і обласної(до 2007 р.) організацій ПЗУ
Лауреат премії імені Петровського в галузі науки, техніки і виробництва (1976). Занесений до списків «2000 видатних науковців ХХ сторіччя», «Видатні науковці XXI сторіччя», «500 Великих лідерів» і нагороджений медаллю «Видатні люди ХХ століття» (Міжнародний біографічний центр, «Американський біографічний інститут» 1996, 1999, 2002, 2010), лауреат Кембріджської премії «За видатний внесок в сучасну літературу» (2007), визнаний «Людиною року Придніпров'я» (2008 р.), має ряд вітчизняних наукових відзнак.

## Сім'я
- дружина Дейнега Алла Григорівна (1947) — лікар Дніпропетровської обласної стоматологічної поліклініки.
- син Павло (1974) — депутат Дніпропетровської обласної ради, офіцер, служить в АТО та ООС
- донька Наталія (1981) — підприємець, продюсерка, волонтерка.
- мати — український літературознавець і критик; професор, завідувач кафедри української літератури Дніпропетровського університету Клавдія Фролова (1923-2010)

## Наукова діяльність, творчість
Віктор Хазан — автор (співавтор) понад 150 наукових праць (15 винаходів). Зокрема, співавтор монографій:
- «Сбалансированное развитие территориально-производственных комплексов» (1991),
- «Методические подходы к выбору стратегии устойчивого развития территории» (1996),
- «Stepping Towards Sustainability in Energy: practical proposals for Europe» (1997),
- «Методичні підходи до вибору та обґрунтування критеріїв і показників сталого розвитку різних ландшафтних регіонів України» (1999),
- «Material Evidence: practical recommendations for national and Europian resource use» (1999),
- «Стійкий екологічно безпечний розвиток» (2002).

Автор збірок поезій «Логика мгновенья» (1988), «Листки из дневника»(2003), книги прози «Во весь голос, сценарий для немого кино»(2007).